# San Rocco all'Augusteo
San Rocco all'Augusteo är en kyrkobyggnad i Rom, helgad åt den helige Rochus. Kyrkan är belägen i Rione Campo Marzio och tillhör församlingen San Giacomo in Augusta. Tillnamnet "all'Augusteo" anger att kyrkan är belägen bredvid Augustus mausoleum.

## Kyrkans historia
År 1477 drabbades Italien av böldpest, som skördade många offer i Rom. Ett brödraskap av gästgivare och båtägare beslutade då att uppföra ett sjukhus för att vårda sina medlemmar och uppkallade detta efter den helige Rochus, som bland annat anropas mot pest. Kyrkan San Rocco började uppföras 1499 på platsen för en medeltida kyrka, San Martino de Posterula. Samtidigt bildades ett nytt brödraskap, Confraternita di San Rocco, som skötte kyrkan, ett sjukhus för män och ett privat oratorium. Senare byggdes även ett sjukhus för gravida kvinnor.
Under 1600-talet företogs en genomgripande ombyggnad av kyrkan och den gavs en barockdräkt av Giovanni Antonio de Rossi. Han ritade kupolen, sakristian och ett nytt kapell för att hysa den undergörande ikonen Madonna delle Grazie, som tidigare hade vördats i kyrkan Santa Maria delle Grazie vid Forum Romanum. Främste donator till kyrkans ombyggnad var kardinal Odoardo Vecchiarelli (1613–1667).
Fasaden från 1834 ritades av Giuseppe Valadier och företer ett tydligt släktskap med Andrea Palladios Basilica di San Giorgio Maggiore i Venedig.

## Konstverk i urval
Högaltaret
- Giacinto Brandi: Den helige Rochus förhärligande

Sidokapell höger sida
- Antonio Amorosi: Den helige Franciskus av Paola i extas
- Giuseppe Gagliardi: Den helige Josef med Jesusbarnet (1912)
- Anonymus: De heliga Julianus och Nikolaus vördande Madonnan med Barnet
- Cesare Mariani: Den helige Rochus besöker de pestsmittade (1885)
- Madonna delle Grazie (ikon från 1600-talet)
- Giovanni Antonio Carosio: Jungfru Marie himmelsfärd (1657)[4]

Sakristian
- Giovanni Battista Gaulli: Madonnan med Barnet och de heliga Rochus och Antonius med de pestsmittade (1660–1669)[5]
- Domenico Gregorini: Relikvarium (1754) i silver innehållande en arm och en hand från den helige Rochus
- Francesco Cozza (attribuering): Madonnan uppenbarar sig för den helige Rochus

Sidokapell vänster sida
- Cesare Mariani: Den helige Martin ger sin mantel till en fattig (1885)
- Francesco da Castello (attribuering): Madonnan med de heliga Rochus och Nikolaus
- Gregorio Preti: Den helige Antonius av Padua med Jesusbarnet
- Baldassare Peruzzi: Jesu födelse[6]

## Bilder

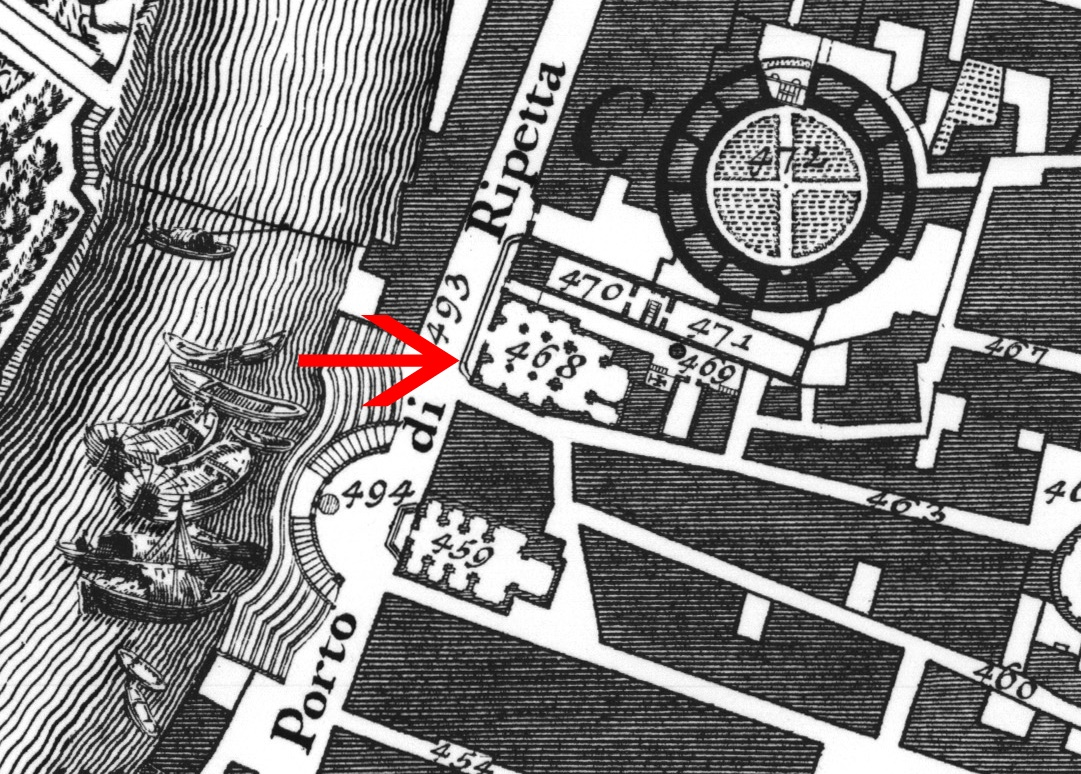
San Rocco all'Augusteo (nummer 468 vid den röda pilen) på Giovanni Battista Nollis Rom-karta från 1748. Nummer 469 anger Oratorio di San Rocco. Nummer 459 anger kyrkan San Girolamo dei Croati och nummer 472 Augustus mausoleum.
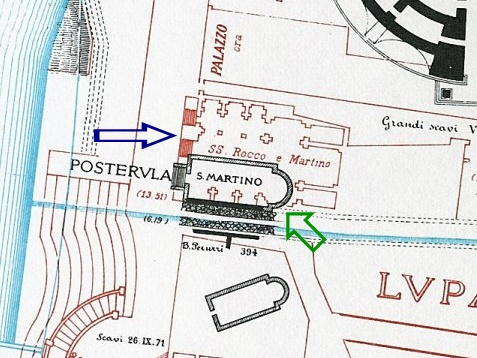
Dagens San Rocco all'Augusteo (vid den blå pilen) och den omkring år 1500 rivna kyrkan San Martino de Posterula (vid den gröna pilen). Utsnitt från Rodolfo Lancianis Rom-karta från 1893–1901.
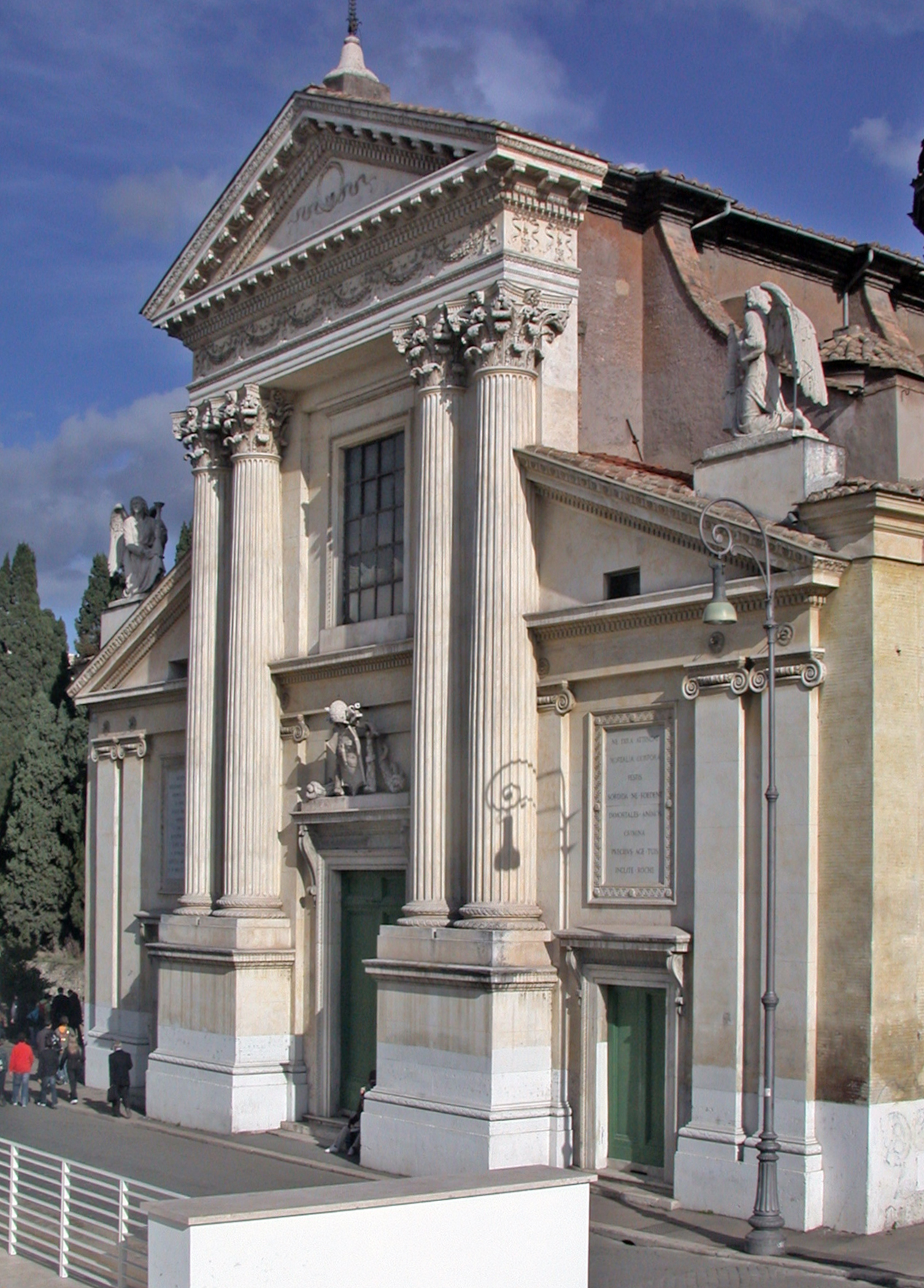
Fasaden av Giuseppe Valadier.
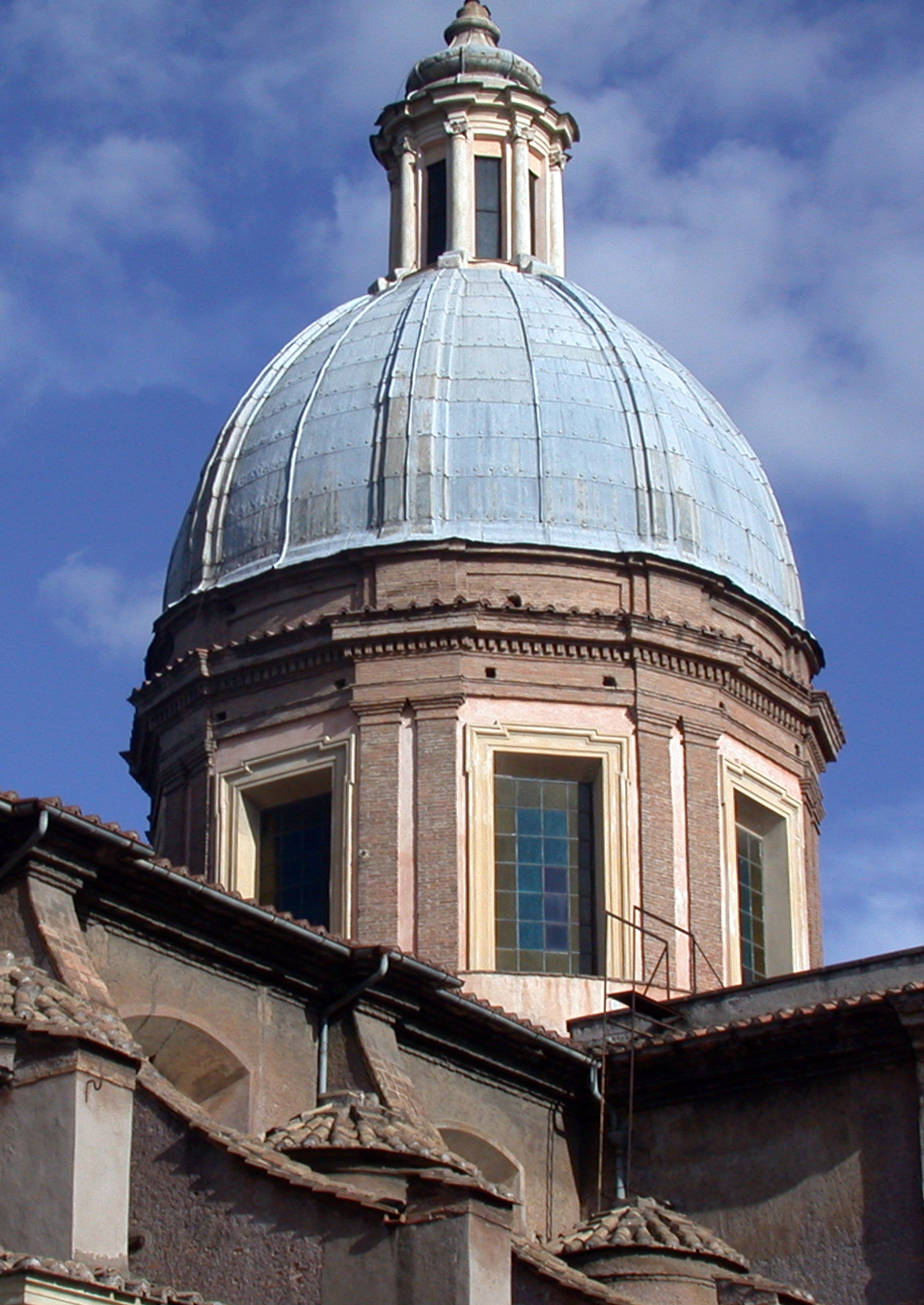
Kupolen av Giovanni Antonio de Rossi.